# Rhizophydium constantineanui
Rhizophydium constantineanui är en svampart som beskrevs av Sacc. & D. Sacc. 1905. Rhizophydium constantineanui ingår i släktet Rhizophydium och familjen Rhizophydiaceae.   Inga underarter finns listade i Catalogue of Life.